# Zpívající dítě
Zpívající dítě (v anglickém originále The Singing Child) je komorní opera amerického hudebního skladatele Giana Carla Menottiho na vlastní libreto. Je to poslední operní dílo tohoto plodného skladatele.
Zpívající dítě patří mezi dětské opery, kterým se Menotti soustavně věnoval už od počátku 50. let (Amahl a noční návštěvníci aj.). V této opeře se věnuje pocitům dětí, kterým se jejich rodiče nevěnují.
Opera byla uvedena poprvé 31. května 1993 na Festivalu dvou světů (Festival dei Due Mondi / Festival of Two Worlds nebo též Spoleto Festival USA), který Menotti založil, v americkém Charlestonu a stal se hitem festivalu.
Podle Josepha McLellana, kritika Washington Post, nemá Zpívající dítě „ani jednu nadbytečnou notu. Libreto […] je vyvedeno stejně hospodárně a expertně jako partitura, jež obsahuje některé z nejpřitažlivějších melodií, které tento velmi melodický skladatel kdy napsal.“ Podle Daniela Webstera „[z] hudebního hlediska Menotti potvrzuje velkou operní tradici ve zkoumání barvy hlasu, hudební fráze a melodické linky.“

## Osoby a první obsazení
| Osoba           | hlasový obor     | světová premiéra (31.5.1993) |
| --------------- | ---------------- | ---------------------------- |
| Paní na hlídání | mezzosoprán      | Maria Fenty                  |
| Jeremy          | chlapecký soprán | William Cole                 |
| Kamarád         | chlapecký soprán | Harold Haughton              |
| Jeremyho matka  | soprán           | Anna Maria Martinez          |
| Jeremyho otec   | baryton          | EricMcClusky                 |
| Psychiatr       | tenor            | …                            |
| Dirigent:       | Dirigent:        | Federico Cortese             |
| Režie:          | Režie:           | Gian Carlo Menotti           |
| Výprava:        | Výprava:         | Campbell Baird               |

## Instrumentace
Flétna, hoboj, clarinet, fagot, lesní roh, trubka, bicí souprava, klavír, smyčce.

## Děj opery
Osmiletý Jeremy má rodiče, kteří mají mnoho práce a navíc žijí bohatým kulturním životem, na chlapce však při vší dobré vůli nemají dost času a ten je nucen trávit většinu dne doma sám jen s nemilovanou paní na hlídání. Vysní si pro tajného přítele, který se objevuje jen jemu, přilétá oknem a který neumí komunikovat jinak než zpěvem beze slov. Děti se takto naučí spolu rozprávět a energicky si hrají s meči a na vojáky. Rodiče, kteří tajemného návštěvníka nevidí ani neslyší a nerozumí aní Jeremymu, pro kterého se zpěv stal hlavním dorozumívacím prostředkem, si však dělají starosti. Ani psychiatr si s dítětem neví rady, ač se to snaží zakrýt. Teprve když tajemný přítel odejde a Jeremy málem spáchá sebevraždu, uvědomí si rodiče svou chybu, začnou se Jeremymu věnovat, slíbí mu, že jej přece jen vezmou s sebou na plánovanou cestu, a chlapec začne opět mluvit.